# Erick Barrondo
Erick Bernabé Barrondo García (né le 14 juin 1991) est un athlète guatémaltèque, spécialiste de la marche.
Vice-champion olympique sur 20 kilomètres marche en 2012, il est l'unique médaillé olympique guatémaltèque.
Il est le mari de la marcheuse Mirna Ortiz.

## Biographie
Erick Barrondo est né dans le petit village de Chuyuc, près de San Cristóbal Verapaz, département d’Alta Verapaz.
Ses débuts dans l’athlétisme remontent à 2004 avec les courses de fond, tout comme l’avait fait son père. Une lésion lui fera se tourner vers la marche comme thérapie pour se rétablir. Erick Barrondo commence alors à travailler avec Rigoberto Medina, un entraîneur cubain qui avait supervisé aussi l'entraînement de la championne panaméricaine Cristina Esmeralda López.
Il termine 3e du Trophée Lugano, sur 20 km, en 1 h 18 min 25 s, derrière Alex Schwazer et Yohann Diniz le 18 mars 2012.
Aux Jeux olympiques de Londres en 2012, il remporte la médaille d'argent du 20 km marche en 1 h 18 min 57 s derrière le Chinois Chen Ding, décrochant ainsi la première médaille olympique de l'Histoire de son pays. Une semaine plus tard, il est disqualifié lors du 50 km marche après avoir été longtemps dans le groupe de tête. 
Disqualifié lors des championnats du monde de 2013 sur 20 km alors qu'il était en seconde position à deux kilomètres de l'arrivée, il l'est également lors des Mondiaux de 2015 sur 50 km. Il ne peut réitérer son exploit de 2012 aux Jeux Olympiques de 2016 à Rio sur 20 km, terminant à la 50e place en 1h 27 min 01 s. 
Le 1er août 2018, Barrondo décroche la médaille de bronze du 20 km marche des Jeux d'Amérique centrale et des Caraïbes de Barranquilla en 1 h 27 min 17 s, derrière les Colombiens Éider Arévalo et Manuel Esteban Soto.
Le 4 octobre 2019, il se classe 12e du 20 km marche des Mondiaux de Doha en 1 h 30 min 40 s, à plus de quatre minutes du vainqueur japonais Toshikazu Yamanishi,.

## Palmarès
| Date | Compétition                              | Lieu           | Résultat | Épreuve         | Temps              |
| ---- | ---------------------------------------- | -------------- | -------- | --------------- | ------------------ |
| 2011 | Championnats du monde                    | Daegu          | 6e       | 20 km marche    | 1 h 22 min 08 s    |
| 2011 | Jeux panaméricains                       | Guadalajara    | 1er      | 20 km marche    | 1 h 21 min 51 s    |
| 2012 | Coupe du monde de marche                 | Saransk        | —        | 20 km marche    | DQ                 |
| 2012 | Jeux olympiques                          | Londres        | 2e       | 20 km marche    | 1 h 18 min 57 s    |
| 2012 | Jeux olympiques                          | Londres        | —        | 20 km marche    | DQ                 |
| 2013 | Championnats du monde                    | Moscou         | —        | 20 km marche    | DQ                 |
| 2013 | Jeux Bolivariens                         | Trujillo       | 1er      | 20 km marche    | 1 h 23 min 25 s    |
| 2014 | Coupe du monde de marche                 | Taicang        | —        | 20 km marche    | DQ                 |
| 2014 | Jeux d'Amérique centrale et des Caraïbes | Veracruz       | —        | 20 km marche    | DQ                 |
| 2014 | Jeux d'Amérique centrale et des Caraïbes | Veracruz       | 1er      | 50 km marche    | 3 h 49 min 40 s    |
| 2015 | Jeux panaméricains                       | Toronto        | —        | 20 km marche    | DQ                 |
| 2015 | Jeux panaméricains                       | Toronto        | 2e       | 50 km marche    | 3 h 55 min 57 s    |
| 2015 | Championnats du monde                    | Pékin          | —        | 50 km marche    | DQ                 |
| 2016 | Jeux olympiques                          | Rio de Janeiro | 50e      | 20 km marche    | 1 h 27 min 01 s    |
| 2017 | Championnats du monde                    | Londres        | 21e      | 20 km marche    | 1 h 21 min 34 s    |
| 2018 | Jeux d'Amérique centrale et des Caraïbes | Barranquilla   | 2e       | 20 km marche    | 1 h 27 min 17 s    |
| 2019 | Jeux panaméricains                       | Lima           | —        | 50 km marche    | DQ                 |
| 2019 | Championnats du monde                    | Doha           | 12e      | 20 km marche    | 1 h 30 min 40 s    |
| 2021 | Jeux olympiques                          | Tokyo          | —        | 50 km marche    | DQ                 |
| 2022 | Championnats NACAC                       | Freeport       | 3e       | 20 000 m marche | 1 h 28 min 32 s 19 |

## Records
| Épreuve      | Temps                | Lieu    | Date          |
| ------------ | -------------------- | ------- | ------------- |
| 20 km marche | 1 h 18 min 25 s      | Lugano  | 18 mars 2012  |
| 35 km marche | 2 h 31 min 26 s (NR) | Dudince | 23 avril 2022 |
| 50 km marche | 3 h 41 min 09 s (AR) | Dudince | 23 mars 2013  |